# Kühnle, Kopp & Kausch
Pour les articles homonymes, voir KKK.
Kühnle, Kopp & Kausch (KK&K) est un fabricant allemand de turbines, de compresseurs et de turbocompresseurs fondé en 1899. Le représentant et distributeur en France est la société Cfatec.
Intégré aujourd'hui au groupe Howden, KK&K s'appelle désormais Howden Turbo. Ses produits sont désormais distribués sous ce nom.